# Smørekniv
En smørekniv er en uskarp kniv uden savtakker med afrundet spids, der bruges til at smøre smør ud på brød under et måltid. Den adskiller sig fra bordknive ved kun at bruges til smørret, og ikke til det øvrige måltid, for at undgå at forurene smørret med andre madvarer. Hvis der ikke er en smørekniv på bordet anvendes bordkniven som oftest i stedet. Smøreknive kan være en del af bestikket, som indgår i formel borddækning, og vil ofte ligge på en separat lille tallerken til venstre for den primære tallerken.
Smøreknive er normalt fremstillet i metal, eksempelvis rustfrit stål eller sølv, men kan også udføres i andre materialer som træ eller plastik. Kniven er mindre end bordknive.